# En hög visa
En hög visa är en kärleksdikt av Gustaf Fröding, från avdelningen "Värmländska låtar" i samlingen Guitarr och dragharmonika från 1891. Verket är som titeln antyder en pastisch på Höga visan i Bibeln.